# Projects in the Jungle
Albums de Pantera
Metal Magic
(1983) I Am the Night
(1985)
Projects in the Jungle est le deuxième album du groupe Pantera, sorti en 1984.
À l'instar de son prédécesseur (Metal Magic) et de son successeur (I Am the Night), Projects in the Jungle se distingue dans la discographie du groupe par son style, axé glam metal / heavy metal (contrairement aux albums groove metal / thrash metal des années 1990-2000), et par la présence du chanteur Terry Glaze. La musique se fait cependant un peu plus agressive et plus « professionnelle » que dans Metal Magic.
Jerry Abbott, le père de Diamond Darrell et Vinnie Paul, a produit l'album, comme il l'a fait avec Metal Magic et comme il le fera avec I Am the Night et Power Metal.

## Pistes de l'album
1. « All Over Tonight » – 3:36
2. « Out for Blood » – 3:09
3. « Blue Light Turnin' Red » – 1:38
4. « Like Fire » – 4:01
5. « In over My Head » – 3:58
6. « Projects in the Jungle » – 3:05
7. « Heavy Metal Rules » – 4:18
8. « Only a Heartbeat Away » – 4:01
9. « Killers » – 3:30
10. « Takin' My Life » – 4:31

## Membres du groupe
- Terry Glaze : Chant
- Dimebag Darrell : Guitare
- Vinnie Paul : Batterie
- Rex Rocker : Basse